# جیمز وانگ هو
جیمز وانگ هو (چینی: 黃宗霑; ۲۸ اوت ۱۸۹۹ – ۱۲ ژوئیهٔ ۱۹۷۶) کارگردان و مدیر فیلم‌برداری اهل ایالات متحده آمریکا بود. وی بین سال‌های ۱۹۱۷ تا ۱۹۷۵ میلادی فعالیت می‌کرد.
هو که در چین متولد شد، در پنج سالگی به ایالات متحده مهاجرت کرد و در واشینگتن بزرگ شد.

## گزیده فیلم‌شناسی
- پیتر پن (۱۹۲۴)
- نقطه فروپاشی (۱۹۲۴)
- تله آدم‌گیر (۱۹۲۶)
- سورل و پسر (۱۹۲۷)
- جنایت بی‌نقص (۱۹۲۸)
- عملیات نجات (۱۹۲۹)
- قدرت و جلال (۱۹۳۳)
- ملودرام منهتن (۱۹۳۴)
- مرد لاغر (۱۹۳۴)
- انگلستان در آتش (۱۹۳۷)
- زندانی زندا (۱۹۳۷)
- ماجراهای تام سایر (۱۹۳۸)
- الجزایر (۱۹۳۸)
- فانتازیا (۱۹۴۰) (برای ارکستر فیلادلفیا)
- آبه لینکلن در ایلینوی (۱۹۴۰)
- زنی با موهای شرابی بلوند (۱۹۴۱)
- ردیف پادشاهان (۱۹۴۲)
- احمق آمریکایی خوش‌تیپ (۱۹۴۲)
- نیروی هوایی (۱۹۴۳)
- جلادان هم می‌میرند (۱۹۴۳)
- جسم و روح (۱۹۴۷)
- پیک‌نیک (۱۹۵۵)
- خالکوبی رز (۱۹۵۵)
- بوی خوش موفقیت (۱۹۵۷)
- هاد (۱۹۶۳)
- دومی‌ها (۱۹۶۶)
- مرد (۱۹۶۷)
- قلب یک شکارچی تنهاست (۱۹۶۸)

## جایزه اسکار
جایزه اسکار بهترین فیلم‌برداری
- نامزدی الجزایر (۱۹۳۸)
- نامزدی آبه لینکلن در ایلینوی (۱۹۴۰)
- نامزدی ردیف پادشاهان (۱۹۴۲)
- نامزدی ستاره قطبی (۱۹۴۳)
- نامزدی نیروی هوایی (۱۹۴۳)
- برنده خالکوبی رز (۱۹۵۵)
- نامزدی پیرمرد و دریا (۱۹۵۸)
- برنده هاد (۱۹۶۳)
- نامزدی دومی‌ها (۱۹۶۶)
- نامزدی Funny Lady (1975)